# What's the Pressure
Chansons représentant la Belgique au Concours Eurovision de la chanson
Rhythm Inside
(2015) City Lights
(2017)
Singles de Laura Tesoro
Funky Love
(2015)
What's the Pressure (trad. litt. Quelle est la pression, en français Pourquoi tant de pression) est un single de la chanteuse belge Laura Tesoro. 
Cette chanson, composée par Sanne Putseys (plus connue sous son nom de scène Selah Sue) et Birsen Uçar, écrite par Sanne Putseys, Louis Favre et Yannick Werther et produite par Peter Gordeno, membre du groupe Depeche Mode, représente la Belgique au 61e Concours Eurovision de la chanson en 2016.
What's the Pressure atteint la 10e place du classement final lors du Concours, avec 181 points (dont 130 des jurys et 51 des téléspectateurs).

## Description
Comme toutes les années paires, c'est la Flandre qui organise la sélection. En novembre 2015, les cinq artistes qui participent à cette finale nationale organisée par la VRT sont annoncés sur la radio MNM. Laura Tesoro remporte la finale du concours Eurosong 2016 le 17 janvier 2016, avec sa chanson What's the pressure.
La chanson est en compétition lors de la deuxième demi-finale du Concours Eurovision, le 12 mai 2016, pour obtenir une place en finale qui a lieu le 14 mai. Elle se classe alors à la troisième place de cette demi-finale, avec 274 points. Elle se qualifie donc pour la finale.
What's the Pressure ouvre la finale du Concours le 14 mai 2016, passant avant la tchèque Gabriela Gunčíková et sa chanson I Stand.
Lors de la finale du Concours, What's the Pressure se positionne à la 10e place sur 26, avec 181 points (en ayant reçu les « 12 points » du télévote des Pays-Bas et d'Australie, ainsi que des jurys d'Irlande et d'Australie).
Pendant l'été 2016, le titre est certifié disque d'or en Belgique.

## Liste des pistes
| 1. | What's the Pressure | 2:51 |

## Classement
| Classement (2016)                       | Meilleure position |
| --------------------------------------- | ------------------ |
| Autriche (Ö3 Austria Top 40)            | 75                 |
| Belgique (Flandre Ultratop 50 Singles)  | 2                  |
| Belgique (Wallonie Ultratop 50 Singles) | 13 (tip)           |
| France (SNEP)                           | 103                |
| Pays-Bas (Nederlandse Top 40)           | 1 (tip)            |
| Suède (Sverigetopplistan)               | 82                 |